# Arthur Herbert Thompson
El Capitán Thompson Herbert Thompson (pronunciación en inglés: /ˈɑːθə ˈhɜːbət ˈtɒmpsᵊn/ c. Junio de 1890 Sevenoaks, Kent, Reino Unido - Gueudecourt, Somme, Francia 25 de septiembre de 1916) fue un soldado inglés y jugador de fútbol amateur conocido por jugar el primer Superclásico del fútbol argentino.

## Primeros años de vida
Thompson creció en N.º 6 Argyle Road, Sevenoaks. Thompson y su hermano Sidney iban a la escuela primaria de Lady Boswell’s School, pero siguieron su educación en la Sevenoaks School para la secundaria. Thompson jugó en el equipo titular del equipo escolar de futbol en 1908. Luego sé convirtió en el secretario del Old Sennockians’ Club (club fundado por alumnos del Sevenoaks School). Su padre William era el superintendente de la Sevenoaks Post Office

## Trayectoria

### Estudiantes de la Plata
Thompson viajó al Argentina en 1911 para trabajar en el Banco Británico de la América del Sud. Su primer trabajo en un banco fue en el Union of London Bank and Smith’s Bank como cajero. Empezó a jugar al fútbol argentino en octubre de 1911 con Estudiantes de La Plata como delantero, donde jugó 15 partidos y convirtió 8 goles, unos de ellos fue contra River Plate en los octavos de final de la Copa de Honor de 1913, el mismo club que pasaría a jugar en julio de ese año.

### River Plate
Su primer partido en River Plate fue el 24 de agosto de 1913 contra Boca Juniors, donde River ganó 2-1 haciéndolo el primer Superclásico del fútbol argentino oficial. En 1914, Thompson jugó tres partidos más con River Plate, como defensor: un 2-1 contra Racing, 3-0 contra Banfield y un 2-1 contra Belgrano Athletic.

## Carrera militar y Muerte

Dead man's penny de Thompson dado como un monumento conmemorativo a los caídos en la guerra

Thompson se alistó como voluntario en la Primera Guerra Mundial en la King's Own Yorkshire Light Infantry, donde fue un teniente del décimo batallón que aterrizo en Francia en el 12 de septiembre de 1915.  Thompson ya tenía experiencia como militar estando en la Queen's Own West Kent Yeomanry formando parte de la caballería. Thompson después se volvería temporalmente capitán de su batallón hasta su muerte en la Batalla del Somme en el 25 de septiembre de 1916 mientras cargando hacía Gueudecourt el mismo día de la muerte de su hermano menor Sidney en 1915 (21 años). Después de su muerte, su esposa (Millicent Emily) recibió esta carta del Segundo Teniente F. R. Parker Dexter:

Me apena comunicarle la muerte de su marido en combate el 25. Mientras dirigía galantemente su compañía, al asalto, recibió un disparo en la cabeza; su muerte fue instantánea, por lo que le fue imposible dejar un mensaje. Aunque solo había comandado su compañía durante unas pocas semanas, en ese corto tiempo, se había ganado los corazones de oficiales y hombres y los pocos que quedan se unen a para simpatizar con ustedes en su triste pérdida. Tommy, como le llamábamos, era un gran amigo aquí. ¿Quizás recuerde que nos conocimos en Newcastle? Por favor, discúlpeme por escribirle más ahora, ya que me perturba pensar en los últimos días; pero si desea escribirme a mi, estaré encantado de hacerlo un poco más tarde. 

Su tumba está en el Memorial de Thiepval en Pier and Face 11 C and 12 A.

## Estadísticas
| Club                              | Div.          | Temporada     | Liga y Copa de Honor | Liga y Copa de Honor | Liga y Copa de Honor |
| Club                              | Div.          | Temporada     | Part.                | Goles                | Asist.               |
| --------------------------------- | ------------- | ------------- | -------------------- | -------------------- | -------------------- |
| Estudiantes de La Plata Argentina | 1.ª           | 1911-1913     | 15                   | 8                    | ?                    |
| Estudiantes de La Plata Argentina | Total club    | Total club    | 15                   | 8                    | ?                    |
| River Plate Argentina             | 1.ª           | 1913          | 1 (conocido)         | 0                    | 0                    |
| River Plate Argentina             | 1.ª           | 1914          | 3                    | ?                    | ?                    |
| River Plate Argentina             | Total club    | Total club    | 4 (conocidos)        | ?                    | ?                    |
| Total carrera                     | Total carrera | Total carrera | 19 (conocidos)       | 8                    | ?                    |